# Bonjour maître
Bonjour maître est une mini-série française, en 12 épisodes de 55 minutes, réalisée par Denys de La Patellière diffusée en 1987 sur Antenne 2.

## Synopsis
La série suit les aventures de Maître Laurence Jourdan (Danielle Darrieux), une avocate renommée qui travaille dans un cabinet d'avocats de renom à Paris. 
Maître Jourdan est une femme forte et indépendante, mais elle doit faire face à de nombreux défis alors qu'elle lutte pour protéger les droits de ses clients. Elle doit naviguer dans un monde d'hommes, où les préjugés sexistes et la discrimination sont monnaie courante. 
Au cours de la série, Maître Jourdan défend une variété de clients, allant des criminels aux victimes d'injustice. Elle doit également faire face à des problèmes personnels, tels que sa relation difficile avec son mari et son fils.

## Fiche technique
- Titre : Bonjour maître
- Réalisation : Denys de La Patellière
- Scénario : Bernard Gridaine, Jean-Jacques Tarbes, Yvan Varco et Christian Watton
- Production : Antenne 2
- Musique : Philippe Gérard
- Pays d'origine : France
- 1e date de diffusion : 30 octobre 1987

## Distribution
- Danielle Darrieux : Clarisse Cambrèze
- Georges Wilson : Paul Cambrèze
- Gérard Klein : Jérôme Cambrèze
- Catherine Alric : Franchette Cambrèze
- Gabrielle Forest : Anne Cambrèze
- Aurore Clément : Geneviève Séréno
- Yvan Varco : Gérard Kissidjan
- Blanche Rayne : Louise
- Jacques François : Ferrière
- Corinne Touzet : Roselyne
- Georges Beller : Bloom
- Charlotte Valandrey : Laurence
- Jacques Richard : Maurice
- Bernard Tixier
- Gérard Darier
- avec la participation de Christine Ockrent